# Ахмад Матін-Дафтарі
Ахмад Матін-Дафтарі (перс. احمد متین‌دفتری; 1896 — 26 червня 1971) — іранський державний і політичний діяч, прем'єр-міністр країни від жовтня 1939 до червня 1940 року.

## Життєпис
Народився в Тегерані. Був нащадком старовинної шахської династії Зандів. Навчався в німецькій школі. Після здобуття середньої освіти продовжив навчання у Франції, де захистив докторську дисертацію з юриспруденції. Після повернення на батьківщину був членом меджлісу.
1939 року очолив уряд після відставки Махмуда Джама. На тій посаді організував перший в історії Ірану перепис населення. Також брав участь у заснуванні Радіо Тегерана за допомогою німецької компанії Siemens. Окрім політичної діяльності Ахмад Матін-Дафтарі викладав право в Тегеранському університеті. 1941 року Іран був окупований британськими та радянськими військами, а колишній глава уряду був заарештований британцями через політичні зв'язки з Німеччиною.